# Djupungen
Djupungen är en sjö i Nyköpings kommun i Södermanland och ingår i Trosaån-Svärtaåns kustområde. Sjön har en area på 0,058 kvadratkilometer och ligger 27,1 meter över havet.

## Delavrinningsområde
Djupungen ingår i det delavrinningsområde (651573-157638) som SMHI kallar för Rinner mot Sjösafjärden. Medelhöjden är 23 meter över havet och ytan är 10,13 kvadratkilometer. Det finns inga avrinningsområden uppströms utan avrinningsområdet är högsta punkten. Avrinningsområdets utflöde mynnar i havet, utan att ha någon enskild mynningsplats. Avrinningsområdet består mestadels av skog (70 procent), öppen mark (12 procent) och jordbruk (15 procent). Avrinningsområdet har 0,06 kvadratkilometer vattenytor vilket ger det en sjöprocent på 0,6 procent. Bebyggelsen i området täcker en yta av 0,08 kvadratkilometer eller 1 procent av avrinningsområdet.